# Sistema causale
Un sistema causale, anche detto sistema fisico, è un sistema dinamico tale per cui l'uscita ad un certo tempo dipende solo dal valore dell'ingresso nel dato istante e dai valori che l'ingresso ha assunto in precedenza (ma non dai valori futuri). Ovvero, l'uscita {\displaystyle y(t_{0})} dipende dall'ingresso {\displaystyle x(t)} per {\displaystyle t\leq t_{0}}.
La condizione di causalità per un sistema LTI implica che la risposta all'impulso sia nulla per tempi negativi; nel dominio della frequenza ciò si traduce nel mettere in relazione la parte reale e la parte immaginaria della funzione di trasferimento tramite la relazione di Kramers-Kronig, in quanto la causalità implica che ne venga soddisfatta la condizione di analiticità e viceversa.
Un sistema sia causale sia anticausale è un sistema statico.

## Definizione
Un sistema che trasforma {\displaystyle x} in {\displaystyle y} è causale se (e solo se) per ogni coppia di segnali in ingresso {\displaystyle x_{1}(t)} e {\displaystyle x_{2}(t)} tali che:
{\displaystyle x_{1}(t)=x_{2}(t)\quad \forall \ t\leq t_{0}}
la corrispondente uscita soddisfa la relazione:
{\displaystyle y_{1}(t)=y_{2}(t)\quad \forall \ t\leq t_{0}}
In modo equivalente, detta {\displaystyle h(t)} la risposta impulsiva di un sistema {\displaystyle H}, se:
{\displaystyle h(t)=0\quad \forall \ t<0}
allora {\displaystyle H} è causale, altrimenti è non causale.